# Harcerstwo

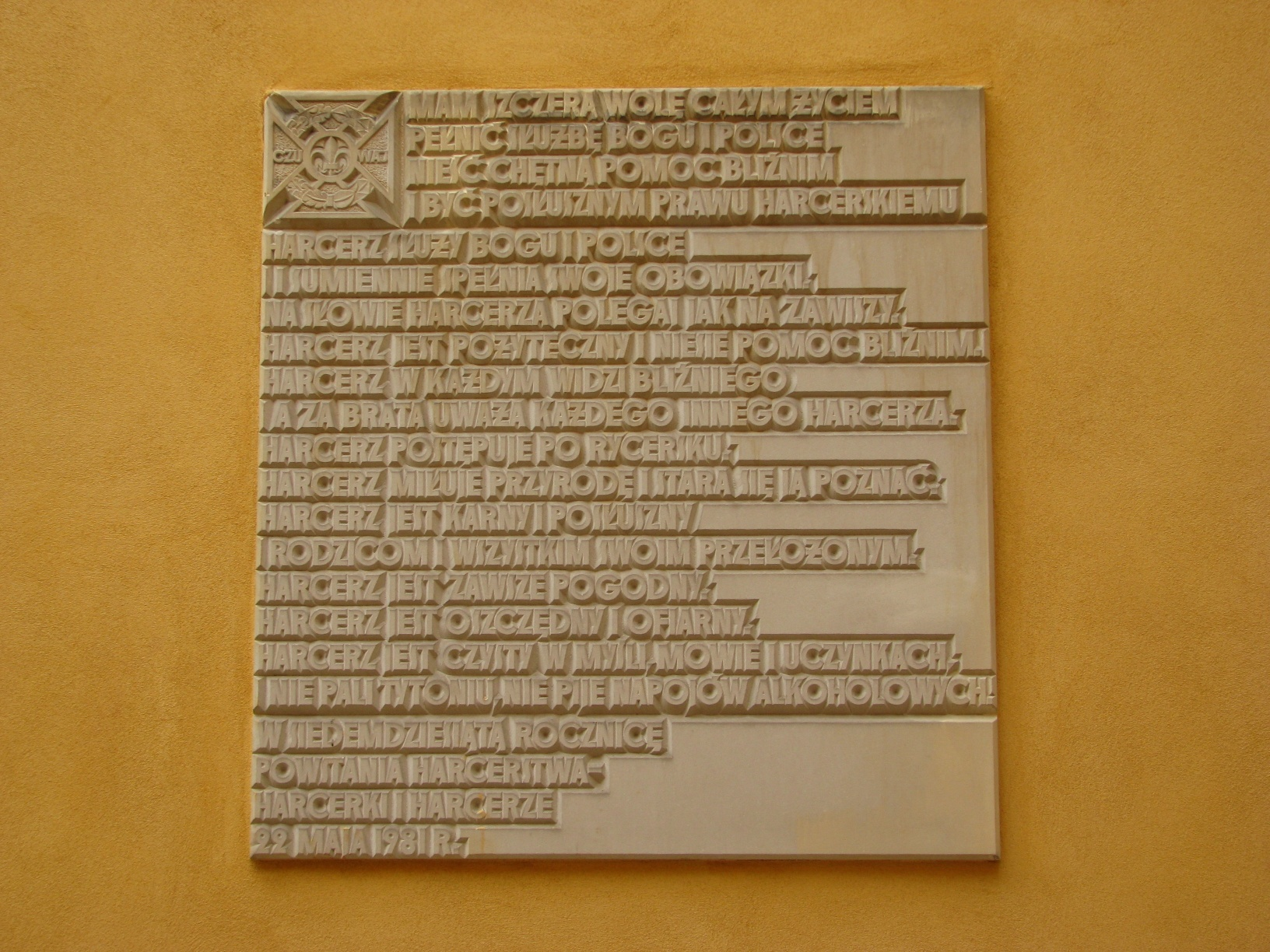
Prawo harcerskie (w redakcji z 1932) – tablica na dziedzińcu kościoła św. Marcina w Warszawie wmurowana w 1981 – w 70. rocznicę powstania harcerstwa

Harcerstwo – polski ruch społeczny i wychowawczy/pedagogiczny, będący częścią ruchu skautowego. Oparty na służbie, samodoskonaleniu (pracy nad sobą) i braterstwie. Zasady postępowania harcerza wyznacza przyrzeczenie harcerskie i Prawo harcerskie. Zasady postępowania zucha wyznacza Obietnica zucha i Prawo zucha.
Ruch harcerski sformalizowany jest w szereg organizacji harcerskich pracujących w kraju i poza jego granicami (wśród Polonii) w oparciu o powyższe zasady i unikatową metodę harcerską.
Za rok powstania harcerstwa przyjmuje się 1910, a właściwie okres między 16 września 1910 (powstanie pierwszego zastępu) a 22 maja 1911 (powstanie pierwszych drużyn), zaś za symbolicznych założycieli harcerstwa uważa się Andrzeja Małkowskiego i jego żonę Olgę Drahonowską-Małkowską.

## Skauting a harcerstwo
Istotę różnicy pomiędzy ówczesnym „klasycznym” skautingiem założonym przez gen. Roberta Baden-Powella a powstającym wówczas harcerstwem Andrzej Małkowski ujął w słowach: harcerstwo to skauting plus niepodległość, aby podkreślić różnicę w ówczesnych priorytetach polskiego harcerstwa i światowego skautingu.
Obecnie zwykle nazwy harcerstwo używa się jako określenia polskiej wersji skautingu, często też (np. w filmach, literaturze) skautów z innych krajów nazywa się harcerzami, niemniej jednak istnieją duże różnice w skautingu w poszczególnych krajach i niekiedy uzasadnione jest rozróżnienie między harcerstwem i skautingiem.
Andrzej Małkowski tak opisywał znaczenie słowa skaut:

Wyraz angielski »scout« oznacza dosłownie harcownika, albo wywiadowcę, szpiega wojskowego. Powell rozszerza jednak tę nazwę nie tylko na wszystkich wywiadowców, którzy podczas wojny wysuwają się na czoło armij i podpatrują nieprzyjaciela, ale i na pionierów cywilizacji w niezbadanych dotąd krajach, myśliwych afrykańskich, traperów, dzielnych marynarzy i żandarmów, a nawet tych wszystkich, co służąc jakiejś szlachetnej, a niepopularnej jeszcze idei, skupiają wszystkie swe siły dla osiągnięcia zbożnego celu. W odróżnieniu od scoutów wojennych, nazywa on tych ostatnich scoutami pokojowymi – i chce, aby tymi właśnie byli jego wychowankowie.
Scoutem może być tylko ten, kto się odznacza zręcznością, bystrością, odwagą; musi on dlatego, podobnie jak dawni harcownicy-rycerze, ciągle rozwijać swoje przymioty ducha i ciała, aby umieć sobie w każdym przypadku dać radę. Powell nazywa swoich scoutów spadkobiercami szczytnych idei i bohaterskich tradycji dawnych błędnych rycerzy – ale równocześnie każe naśladować ich moralne przepisy i ich dzielność. Scouta cechuje pomysłowość, karność, samozaparcie, sprawność umysłu i ciała, ufność we własne siły, rycerskość, szlachetność i miłość ojczyzny. Pozostawiony sam sobie w bezludnej okolicy będzie umiał dać sobie radę, ponieważ jest przyzwyczajony do życia w polu, zna przyrodę i jej ukryte spichlerze, umie tropić zwierzynę, piec chleb, budować szałasy i t. d.
Polskie tłumaczenie słowa »scout« nie jest łatwym. Można by tu znaleźć takie odpowiedniki jak harcownik, wywiadowca, zwiadowca [...]. Linde podaje także nazwę »harcerz«, »harc«, »harcerstwo«, coby mniej więcej odpowiadało słowom »scout«, »scouting«, »scoutcraft«, byleby się zgodzić, podobnie jak to zrobili Anglicy, że na harc nietylko można konno wyjeżdżać, ale i potykać się pieszo i wszelkie trudy samodzielnych żołnierzy można harcem nazwać.

Już w 1912 roku słowa harcerz, harce i harcerstwo autorzy pierwszego wydania podręcznika Harce młodzieży polskiej uznali za utarte jako synonimy nazw skautowych i powszechnie zrozumiałe. Zwracali też na pewne różnice znaczeniowe między słowami skaut i harcerz.

H a r c e r z,  h a r c m i s t r z,  h a r c e,  h a r c e r s t w o,  h a r c o w a ć – to wszystko (z wyjątkiem drugiego, według licznych analogij nowo utworzonego wyrazu) słowa nietylko staropolskie, ale już w obecnym ruchu harcowym naszej młodzieży utarte jako synonimy [ich odpowiedników skautowych], zrozumiałe powszechnie i popularne. Sprawia to nietylko wielka podatność tematu [rdzenia] harc, który z łatwością dał wszystkie potrzebne odpowiedniki, lecz i treść jego, w szerszem znaczeniu oznaczająca z a b a w ę  r y c e r s k ą. Oddaje zatem ten wyraz znacznie lepiej całość pojęcia, stworzonego przez B a d e n - P o w e l l a, wraz z jej najpiękniejszą stroną – prawem rycerskiem, aniżeli sama nazwa oryginalna. Scout oznacza bowiem żołnierza-zwiadowcę, a tem samem obejmuje tylko drobną część programu ćwiczeń harcowych, ważną niewątpliwie, zajmującą i kształcącą, lecz niegodną tego, by ją przez tę nazwę na czele innych postawić. „Skautem” dobrym mógł być i Zagłoba; harcerzem tylko Skrzetuski, Wołodyjowski i im podobni.

## Historia harcerstwa

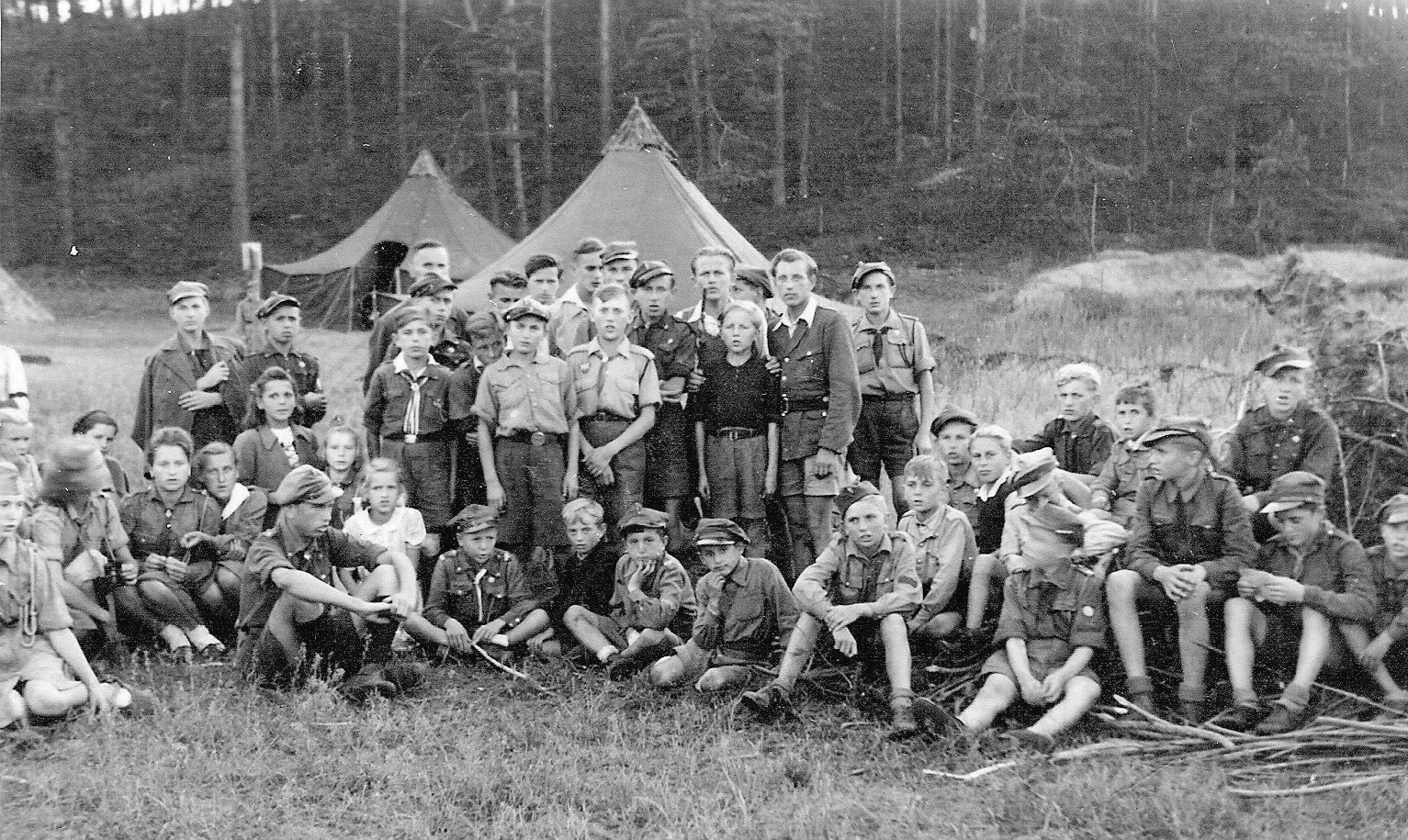
Obóz harcerski w Otłoczynie, sierpień 1946

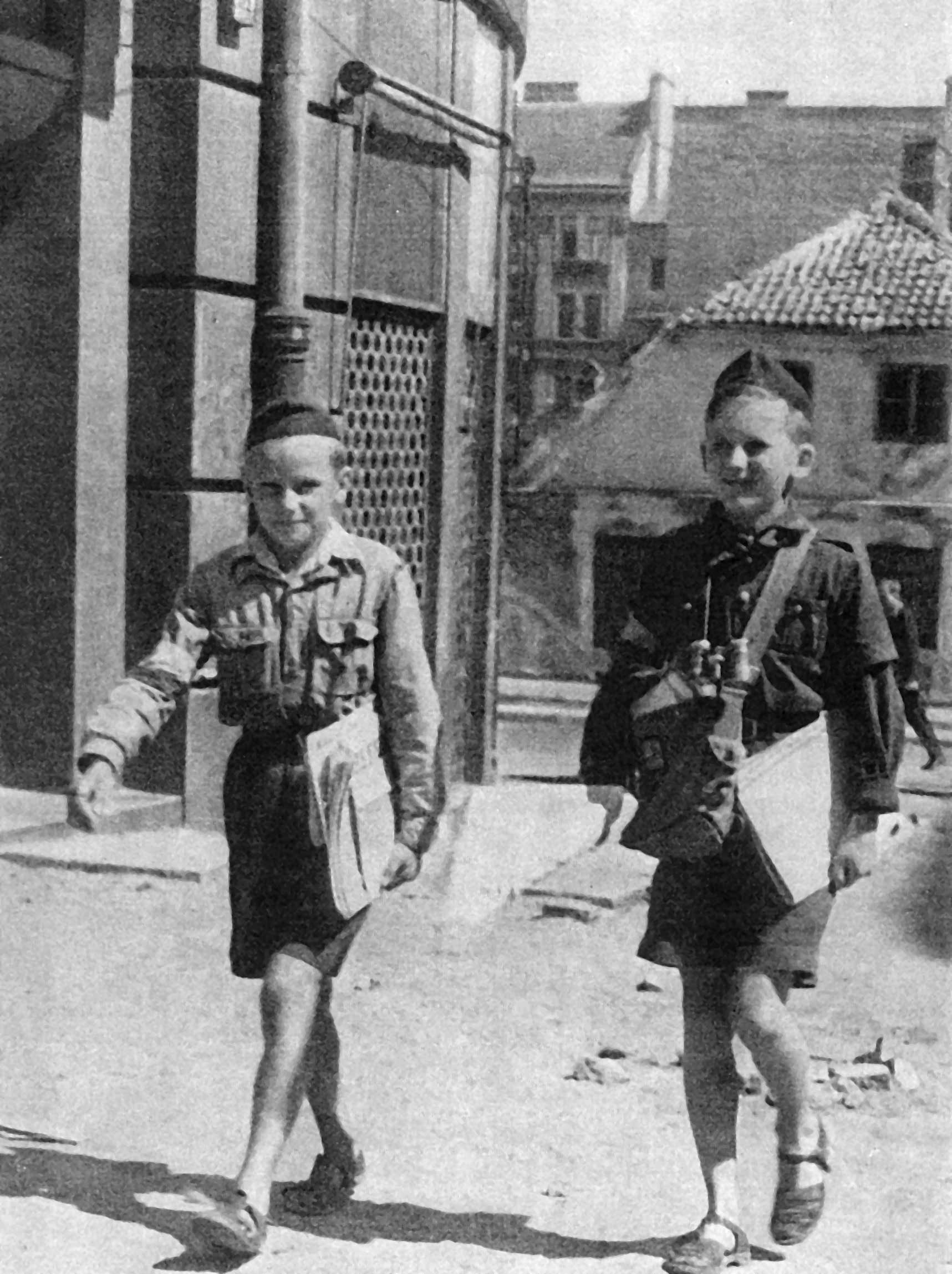
Zawiszacy z Harcerskiej Poczty Polowej 1944

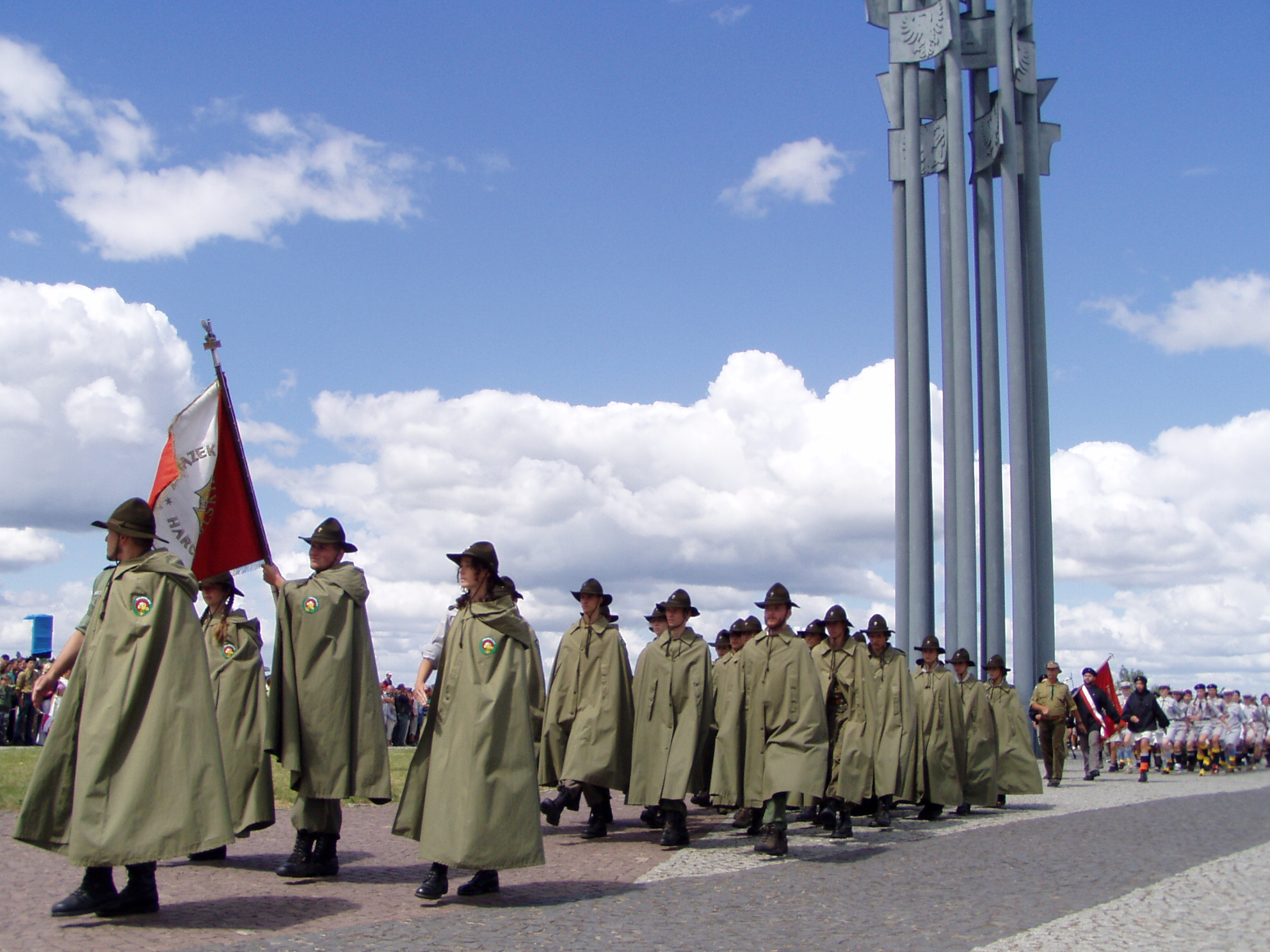
Drużyna Reprezentacyjna Chorągwi Wielkopolskiej ZHP jako Drużyna Reprezentacyjna Związku Harcerstwa Polskiego – Pola Grunwaldu

- początki ruchu skautowego na świecie
- ruch skautowy na ziemiach polskich
- harcerstwo do II wojny światowej
- harcerstwo podczas II wojny światowej – Szare Szeregi, Hufce Polskie
- odrodzenie harcerstwa w latach 1945–1949
- harcerstwo w okresie stalinizmu 1949–1956
- harcerstwo PRL w latach 1956–1980
- odnowa harcerstwa w latach 1980–1989 (KIHAM, RHR, RHS)
- powstanie harcerskich organizacji alternatywnych
- współczesne harcerstwo

## Symbole harcerskie
Prawie wszystkie aktualnie działające organizacje harcerskie posługują się tymi samymi symbolami i odwołują się do wspólnej historii.
- krzyż harcerski
- lilijka
- hymn harcerski
- mundur harcerski
- chusta harcerska
- pozdrowienie harcerskie

## Organizacje harcerskie

### Podstawy prawne działania
Organizacje harcerskie w Polsce funkcjonują obecnie na podstawie ustawy z dnia 7 kwietnia 1989 r. – Prawo o stowarzyszeniach (Dz.U. z 2020 r. poz. 2261) oraz ustawy z dnia 24 kwietnia 2003 r. o działalności pożytku publicznego i o wolontariacie (Dz.U. z 2024 r. poz. 1491).
W Sejmie RP prowadzone były prace nad projektem ustawy o działalności harcerskiej. Projekt ustawy zawierał regulacje gwarantujące organizacjom harcerskim m.in. prawo używania krzyża harcerskiego oraz nazw „harcerstwo”, „harcerz”, „harcerka” itp., a także określające zasady współpracy organów administracji publicznej z organizacjami harcerskimi i subwencjonowania działalności harcerskiej. Prace nad ustawą wzbudziły kontrowersje z powodu niebezpieczeństwa upolitycznienia harcerstwa – w projekcie ustawy zaproponowano, by decyzję o zaklasyfikowaniu organizacji jako harcerskiej podejmował polityk – minister edukacji. Niektórzy przedstawiciele organizacji harcerskich uważali, że ustawa niepotrzebnie wyróżniałaby organizacje harcerskie spośród innych organizacji pozarządowych, inni uznawali jednak, że ruch harcerski w szczególny sposób wspiera wychowanie dzieci i młodzieży, a ponieważ przepisy państwowe coraz bardziej ograniczają możliwość pracy harcerskiej (działalność w szkołach, wycieczkowanie, biwakowanie, obozowanie), potrzebne są dodatkowe regulacje ułatwiające działanie harcerzy.

### Struktura organizacji harcerskich
Organizacje harcerskie o charakterze ogólnopolskim posiadają rozbudowaną strukturę, którą tworzą:
- zastęp, szóstka zuchowa, patrol, wachta – zastępowy, szóstkowy, patrolowy, wachtowy,
- gromada, drużyna, krąg, klub specjalnościowy – drużynowy, przewodniczący lub komendant kręgu
- szczep (fakultatywnie) – komendant szczepu, szczepowy
- związek drużyn (fakultatywnie) – komendant związku drużyn,
- hufiec – komendant hufca, hufcowy
- chorągiew – komendant chorągwi,
- władze naczelne.

### Funkcje harcerskie
Pełnienie funkcji w organizacji oznaczane jest najczęściej barwnym sznurem funkcyjnym, noszonym na mundurze.
Zastęp harcerski prowadzi zastępowy (noszący brązowy sznur). Kilka zastępów tworzy drużynę, kierowaną przez drużynowego (z granatowym sznurem), którego wspiera przyboczny (sznur zielony). Niektóre drużyny tworzą szczep, prowadzony przez komendanta szczepu (szczepowego) (granatowy sznur noszony z ramienia). Drużyny i szczepy tworzą hufiec, a wiele hufców – chorągiew, kierują nimi komendanci hufców (hufcowi) (srebrny sznur z ramienia) i komendanci chorągwi (złoty sznur z ramienia). Władze zwierzchnie organizacji to m.in. naczelnik (skórzany sznur z ramienia) i przewodniczący związku. Istnieją ponadto oddzielne oznaczenia funkcji dla pozostałych członków władz poszczególnych szczebli: hufców, chorągwi, okręgów, naczelnictwa, głównej kwatery – nieco różniące się w poszczególnych organizacjach w zależności od ich struktury.

## Stopnie w harcerstwie

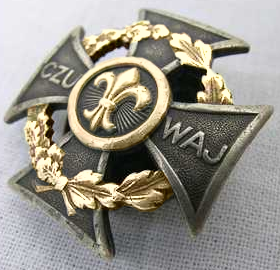
Oznaczenie najwyższego stopnia harcerskiego – harcerza Rzeczypospolitej na krzyżu harcerskim

W harcerstwie funkcjonują, na zasadzie instrumentu metodycznego:
- stopnie harcerskie
  - ZHP
    - młodzik/ochotniczka,
    - wywiadowca/tropicielka,
    - odkrywca/pionierka,
    - ćwik/samarytanka,
    - harcerz orli/harcerka orla,
    - harcerz Rzeczypospolitej/harcerka Rzeczypospolitej

  - ZHR i NKIH „Leśna Szkółka”
    - młodzik/ochotniczka
    - wywiadowca/tropicielka
    - ćwik/samarytanka
    - Harcerz Orli/wędrowniczka
    - Harcerz Rzeczypospolitej/Harcerka Rzeczypospolitej

  - SHK Zawisza
    - harcerze
      - młodzik
      - wywiadowca
      - ćwik
      - harcerz orli
      - Harcerz Rzeczypospolitej

    - harcerki
      - ochotniczka
      - tropicielka
      - pionierka
      - samarytanka
      - wędrowniczka
      - Harcerka Rzeczypospolitej

  - SH
    - młodzik/ochotniczka
    - wywiadowca/tropicielka
    - ćwik/pionierka
    - harcerz orli/wędrowniczka
    - harcerz Rzeczypospolitej/harcerka Rzeczypospolitej
- stopnie instruktorskie (na przykładzie ZHP, ZHR i SH):
  - przewodnik/przewodniczka,
  - podharcmistrz/podharcmistrzyni,
  - harcmistrz/harcmistrzyni.

Stopnie harcerskie, które istniały w przeszłości w ZHP to tropiciel, wędrownik.
Stopnie instruktorskie, które istniały w przeszłości w ZHP to harcmistrz Rzeczypospolitej, harcmistrz Polski Ludowej, organizator.

## Specjalności harcerskie
Członkowie organizacji harcerskich – w ramach swoich drużyn lub harcerskich klubów specjalnościowych – mogą realizować program harcerski wzbogacony o treści charakterystyczne dla innej aktywności, nazywany specjalnością harcerską. Wyróżnia się następujące specjalności:
- artystyczna,
- ekologiczna,
- jeździecka i kawaleryjska,
- Harcerskiej Służby Granicznej,
- Harcerskiej Służby Zabezpieczenia,
- Harcerskiej Służby Ruchu Drogowego,
- Harcerskie Lotnictwo
- łącznościowa i informatyczna (m.in. Harcerski Klub Łączności),
- obronna,
- poczt harcerskich,
- ratownicza,
- pożarnicza,
- sportowa,
- turystyczna (m.in. Harcerski Klub Turystyczny),
- wodna i żeglarska

## Grupy członkowskie harcerstwa
- skrzaty – w ZHR członkowie w wieku 5–6 lat
- zuchy – w ZHP: członkowie w wieku 6–10 lat, pracujący metodyką zuchową; w ZHR: w wieku 7–10;
- harcerki i harcerze – w ZHP: członkowie w wieku 10–13 lat, pracujący metodyką harcerską; w ZHR: w wieku 10–16;
- harcerki i harcerze starsi – w ZHP: członkowie w wieku 13–16 lat, pracujący metodyką starszoharcerską; w ZHR: członkowie powyżej 18 roku życia pracujący w drużynach bądź Kręgach Harcerstwa Starszego;
- wędrowniczki i wędrownicy – w ZHP: członkowie w wieku 16–21 lat, pracujący metodyką wędrowniczą; w ZHR: w wieku powyżej 16 lat zrzeszeni w drużynach wędrowniczych;
- instruktorki i instruktorzy – w ZHP: członkowie którzy ukończyli 16 lat, po zdobyciu stopnia instruktorskiego i złożeniu Zobowiązania Instruktorskiego, złożywszy uprzednio Przyrzeczenie Harcerskie; w ZHR: powyżej 18 lat, po odbyciu specjalnej próby instruktorskiej, harcerscy wychowawcy;
- starszyzna – w ZHP: członkowie, którzy ukończyli 21 rok życia i nie złożyli Zobowiązania Instruktorskiego.
- seniorzy – w ZHP: członkowie posiadający miano seniora – starszyzna i instruktorzy, którzy ukończyli 55 lat i złożyli stosowną deklarację właściwemu komendantowi.

## Obrzędowość harcerska

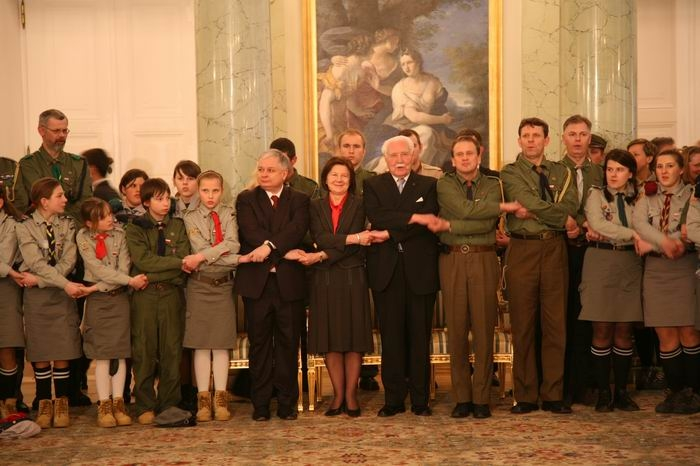
Harcerskie święto Dzień Myśli Braterskiej, prezydent Lech Kaczyński z małżonką Marią i harcmistrz Ryszard Kaczorowski (2008)

Obrzędowość harcerska to element charakterystyczny każdej podstawowej jednostki harcerskiej (gromady zuchowej, drużyny harcerskiej, drużyny starszoharcerskiej i wędrowniczej). Opiera się na pewnym symbolicznym układzie elementów, czynności czy ruchów. Różne jednostki harcerskie mają różną, zazwyczaj właściwą tylko sobie obrzędowość (wyjątek – wspólne elementy obrzędowości w szczepach).
Na obrzędowość drużyny składają się: nazwa drużyny, barwy drużyny, sposób powitania/pożegnania, a także inne zwyczajowo przyjęte: przyjmowanie nowych członków do drużyny, sposób nadawania barw, przyjmowania przyrzeczenia, sposób zbierania składek itp. Drużyna może dowolnie tworzyć elementy swojej obrzędowości.
Przy obrzędowości podkreśla się jej walor użyteczny. Ma ona pomagać w prowadzeniu drużyny oraz wprowadzać elementy wyjątkowości. Należy podkreślić, iż nadmiar elementów obrzędowości odwraca jej pierwotną rolę; ważne jest wyważenie ilości elementów obrzędowych drużyny.
Oprócz podstawowych jednostek harcerskich, obrzędowość zazwyczaj posiadają zastępy drużyn. Obrzędowość zastępów powinna być związana z obrzędowością drużyny (nazwy zastępów, symbole itp.)